# جان وليامز
جان وليامز (بالإنجليزية: Jan Williams)‏ هو معلم موسيقى وموسيقي وملحن أمريكي، ولد في 1939 في أوتيكا في الولايات المتحدة.

## وصلات خارجية
- جان وليامز على موقع ميوزك برينز (الإنجليزية)
- جان وليامز على موقع ديسكوغز (الإنجليزية)